# فرانك فوس
فرانك فوس (بالإنجليزية: Frank Foss)‏ هو منافس ألعاب قوى أمريكي، ولد في 9 مايو 1895 في شيكاغو في الولايات المتحدة، وتوفي في 5 أبريل 1989 في هينديل في الولايات المتحدة.

## وصلات خارجية
- فرانك فوس على موقع أوليمبيديا (الإنجليزية)